# Sanya Richards-Ross
Sanya Richards-Ross (* 26. Februar 1985 in Kingston) ist eine US-amerikanische Sprinterin jamaikanischer Herkunft, deren Spezialstrecke die 400-Meter-Distanz ist. Sie ist vierfache Olympiasiegerin und fünffache Weltmeisterin.

## Karriere
Im Alter von zwölf Jahren zog Richards mit ihren Eltern von Jamaika in die Vereinigten Staaten, deren Staatsbürgerschaft sie seit 2002 besitzt. Sie absolvierte die St. Thomas Aquinas High School in Fort Lauderdale und wurde 2002 zur nationalen High-School-Sportlerin des Jahres gewählt, ebenso zur Leichtathletik-Jugend-Sportlerin des Jahres.
Bei den Olympischen Spielen 2004 in Athen wurde sie Sechste im 400-Meter-Lauf. In der 4-mal-400-Meter-Staffel wurde sie zusammen mit ihren Teamkolleginnen DeeDee Trotter, Monique Henderson und Monique Hennagan Olympiasiegerin. Bereits bei den Weltmeisterschaften 2003 in Paris/Saint-Denis hatte sie die Goldmedaille in der Staffel gewonnen.
2005 bei den Weltmeisterschaften in Helsinki gewann sie die Silbermedaille. Bei den US-Trials für die Weltmeisterschaften 2007 konnte sie, obwohl sie über die 400 Meter seit langem ungeschlagen war, sich nicht für diese Strecke qualifizieren, weil sie nur den vierten Rang über die Stadionrunde belegte. Sie qualifizierte sich jedoch für den 200-Meter-Lauf und wurde über diese Distanz in 22,70 s bei den Weltmeisterschaften in Osaka Fünfte. Weltmeisterin wurde sie dann mit der US-Stafette in der 4-mal-400-Meter-Staffel mit der Weltjahresbestzeit von 3:18,55 min.
Bei den Olympischen Spielen 2008 gewann sie die Bronzemedaille im 400-Meter-Lauf. Bei den Weltmeisterschaften 2009 in Berlin gewann sie die Goldmedaillen über die Einzeldistanz von 400 Metern sowie in der 4-mal-400-Meter-Staffel. Zudem gewann sie 2009 alle sechs Meetings der IAAF Golden League und damit den Jackpot in Höhe von 333.333,33 US-Dollar.
2011 wurde Richards-Ross bei den Weltmeisterschaften in Daegu Siebte über 400 Meter und verteidigte in der 4-mal-400-Meter-Staffel mit dem US-Team den Titel. Bei den Olympischen Spielen 2012 in London bestätigte sie im 400-Meter-Lauf ihre Favoritenrolle und holte mit einer Zeit von 49,55 s die Goldmedaille.
Bei den Weltmeisterschaften 2015 in Peking gewann sie mit der US-Staffel die Silbermedaille.
Sanya Richards hat bei einer Körpergröße von 1,73 m ein Wettkampfgewicht von 61 kg. Sie studierte 2002 bis 2005 an der Universität von Texas. Sie gilt als talentierte Sängerin und Tänzerin. Sie leidet an einem Morbus Behçet, einer seltenen Autoimmunerkrankung, die teilweise Einschränkungen im Training nach sich zieht. Am 26. Februar 2010 heiratete sie den Footballspieler Aaron Ross.

## Persönliche Bestzeiten
- 60 m (Halle): 7,21 s, 28. Februar 2004, Lincoln
- 100 m: 10,97 s, 28. September 2007, Shanghai
- 200 m: 22,17 s, 9. September 2006, Stuttgart
  - Halle: 22,49 s, 12. März 2004, Fayetteville
- 400 m: 48,70 s, 16. September 2006, Athen (Landesrekord)
  - Halle: 50,82 s, 13. März 2004, Fayetteville